# Hirao
Hirao (japanska: 平生町?, Hirao-chō) är en landskommun i Yamaguchi prefektur i Japan. 